# Soera De in de Rangen Behorenden
Soera De in de Rangen Behorenden is een soera van de Koran.
De soera is vernoemd naar zij die in de rangen behoren, zoals genoemd in aya 1. Deze soera bevat de geschiedenis van verschillende profeten, zoals Nuh, Ibrahim en de zegening van onder anderen Ishaq, Musa en Harun, Ilyas, Lut en het verhaal van Yunus en het opslokken door de vis.

## Bijzonderheden
Het verhaal waarop het Offerfeest gebaseerd wordt, staat beschreven in ayat 83 t/m 113.
In ayat 6-10 worden meteoren beschreven als sterren waarmee duivels (djinns) worden bekogeld om te voorkomen dat ze de gesprekken tussen engelen afluisteren. Iets soortgelijks is te lezen in soera Het Koningschap 5.

## Inhoud
In ayat 83 t/m 113 wordt verhaald dat Ibrahim een droom krijgt waarin hem wordt verteld dat hij zijn zoon moet offeren. Als hij op het punt staat dit te doen, houdt Allah hem tegen. Het feit dat Ibrahim bereid was zijn eigen zoon te offeren, getuigt van zijn gehoorzaamheid. Hij wordt gezegend met een goede reputatie bij de volgende generaties en de geboorte van zijn zoon Ishaq. Opmerkelijk is dat de Koran geen naam noemt van de zoon die geofferd moest worden door Ibrahim. De Bijbel noemt Isaak, maar de meeste moslims gaan ervan uit dat het om Ismaïl gaat.
Ayat 123-132 gaan over Ilyas. Hij wijst tevergeefs zijn volksgenoten terecht die Baäl aanbidden. Hiervoor wordt hij gezegend met een goede reputatie onder de volgende generaties.
Ayat 139-148 beschrijven de geschiedenis van Yunus (een korte versie van het Bijbelboek Jona), dat hij door een grote vis werd opgeslokt, vanaf de kust zijn missie vervolgde naar (een stad met) meer dan honderdduizend mensen die vervolgens tot geloof kwamen en (tijdelijk) gespaard werden.